# Margo Koyo
Margo Koyo is een bestuurslaag in het regentschap Ogan Komering Ulu van de provincie Zuid-Sumatra, Indonesië. Margo Koyo telt 764 inwoners (volkstelling 2010).